# Esquerda marxista
Esquerda marxista (Gauche Marxiste), est une organisation trotskiste Brésilienne.
Cette organisation est aujourd'hui affiliée à la Tendance marxiste internationale (TMI) mais elle a été fondée comme la section brésilienne de l'internationale Lambertiste.
Elle a présenté un texte d'orientation baptisé "Tournant à gauche, retour au socialisme !" lors du congrès de 2009 du Parti des Travailleurs qui a récolté 3407 voix. Son candidat pour la présidence du parti, Serge Goulart, a obtenu quant à lui 3241 voix.
En avril 2015, Esquerda Marxista quitte le PT et rejoint le Parti Socialisme et Liberté.
La Gauche Marxiste est majoritaire dans le Movimento Negro Socialista (Mouvement Noir Socialiste, MNS), dont le président José Carlos Miranda est assez connu au Brésil et est régulièrement invité à débattre à la télévision sur les questions de racisme,.